# 张薇薇 (作家)
张薇薇，笔名竖心旁，北京人。人力资源专家、心理咨询师、情感咨询师，搜狐等多家媒体特约情感专家，在《心灵世界》、《大众健康》、《家庭保健》、《上海新闻晚报》等多家报刊杂志发表过文章。

## 著书
1. 《寻找正能量》ISBN: 9787506492942
2. 《人脉手环》ISBN: 9787509404133
3. 《男人来自东土大唐 女人住在西方净土》ISBN: 9787550204287